# Onésilo
Onésilo (en griego: Ὀνήσιλος: Ὀνήσιλος; muerto en 497 a. C.) fue el hermano de rey Gorgo de la ciudad-estado griega de Salamina en la isla de Chipre. Es conocido a través del trabajo de Heródoto (Historias, V.104–115).

## Antecedentes
Chipre era parte del Imperio aqueménida, pero durante la revuelta jónica, Onésilo capturó la ciudad de Salamina, usurpó el trono a su hermano Gorgo y consiguió ganar todas las ciudades de la isla excepto la ciudad-estado greco-fenicia de Amatunte, que permaneció leal a los persas, a pesar de haber sido asediada por las tropas de Onésilo.

## Vida militar
En 497 a. C., los persas emprendieron un ataque sobre Chipre, con ayuda de las naves fenicias. Algunas colonias jonias enviaron barcos en ayuda de Onésilo, y consiguieron derrotar a la armada fenicia. Entonces, Onésilo mandó a su ejército contra el general persa Artibio, pero aunque éste resultó muerto, los persas salieron vencedores, y Onésilo también murió. En consecuencia, los jonios se retiraron de Chipre, y los persas tomaron el control de la isla, reinstalando a Gorgo como rey.
Heródoto cuenta que tras lo anterior, la gente de Amatunte cortó la cabeza de Onésilo y la colgó en las puertas de la ciudad, como trofeo, observando que, poco después, las abejas construyeron una colmena en el cráneo desecado. Esto se consideró un augurio, y para evitar efectos adversos para la ciudad, enterraron la cabeza y ofrecieron un sacrificio a Onésilo como héroe.